# Chemin de la Garonne
Ne doit pas être confondu avec Via Garona.
Le chemin de la Garonne (en occitan : camin de la Garona) est une voie de Toulouse, chef-lieu de la région Occitanie, dans le Midi de la France.

## Situation et accès

### Description
Le chemin de la Garonne est une voie publique. Il relie les quartiers des Sept-Deniers et de Ginestous.
La chaussée compte une seule voie de circulation automobile, à double-sens entre le rond-point Jean-Bégué et le chemin Roques, puis en sens unique entre le chemin Roques et la route de Blagnac. Elle appartient à une zone 30 et la vitesse y est limitée à 30 km/h. Il n'existe pas d'aménagement cyclable.

### Voies rencontrées
Le chemin de la Garonne rencontre les voies suivantes, dans l'ordre des numéros croissants (« g » indique que la rue se situe à gauche, « d » à droite) :
1. Rond-point Jean-Bégué
2. Route de Blagnac (d)
3. Chemin Roques (d)
4. Route de Blagnac

## Odonymie
Le chemin de la Garonne est, au XVIIe siècle, une partie du chemin de Blagnac (actuelle route de Blagnac), parfois désigné comme le chemin du Bazacle-au-Port-de-Blagnac. Il aboutissait effectivement au port de Blagnac, qui faisait face, en rive droite de la Garonne, au village de ce nom et où un bac permettait de traverser le fleuve.
C'est vers 1820 qu'on lui attribue l'appellation de petit-chemin des Sept-Deniers, du nom du quartier qu'il traversait : les Sept Deniers étaient un ancien pré communal que longeait le chemin de ce nom, et qui était loué au XIVe siècle au prix de sept deniers tolzans. Ce nom s'est conservé et étendu au village qui s'est développé à partir du XVe siècle, et s'est d'ailleurs appliqué à plusieurs rues du quartier : l'avenue des Sept-Deniers (actuelle rue Franz-Schubert), le chemin des Sept-Deniers – proprement dit –, le chemin de Traverse-des-Sept-Deniers (actuel chemin de Garric), le petit-chemin des Sept-Deniers (actuels rues Montmorency, Daydé, Jean-Gayral et chemin de la Garonne) et la rue Traversière-des-Sept-Deniers (actuelle rue Giacomo-Puccini).
À partir de la fin du XIXe siècle, le nom de petit-chemin des Sept-Deniers eut tendance à s'effacer. En 1890, on donna à sa dernière partie le nom d'« ancien » ou « vieux » chemin de Blagnac : en effet, depuis la construction du premier pont de Blagnac, en 1843, le tracé de la route de Blagnac avait été modifié et déplacé plus à l'est à partir du carrefour du chemin de Garric (emplacement de l'actuel rond-point Jean-Bégué).
Enfin, c'est le 12 avril 1947 que le conseil municipal lui attribua son nom actuel, dans le but d'éviter les homonymies des odonymes toulousains. Il fait évidemment référence au fleuve, que le tracé du chemin suit en partie. Par ailleurs, c'est sous le nom d'allée de Garonne qu'étaient connues les allées Charles-de-Fitte entre 1873 et 1906.

## Patrimoine et lieux d'intérêt

### Parc JOB
Le parc JOB est un espace vert de 9 421 m2, limité à l'ouest par l'allée du Père-René-de-Naurois, à l'est par le chemin de la Garonne, au nord par la rue Bardou et au sud par la rue Ticky-Holgado. Il est aménagé dans les années 2000, dans le cadre de la réalisation de la zone d'aménagement concerté (ZAC) de JOB, à l'emplacement des anciennes usines JOB, dont seul l'« immeuble Amiral » a été conservé (actuel Espace JOB, no 105 route de Blagnac).
Au cœur du jardin, une maison bourgeoise, construite dans la deuxième moitié du XIXe siècle et rénovée en 2005, abrite la maison de quartier des Sept-Deniers. Elle comprend un corps de bâtiment principal à un étage et comble à surcroît, encadré par deux petits corps de bâtiment. La façade principale, qui se développe sur cinq travées, est symétrique. Les fenêtres, rectangulaires, ont des consoles feuillagées sous les appuis. La façade postérieure ouvre sur une galerie couverte. Les élévations sont surmontées d'une corniche moulurée.

### Maisons
- no  8-10 : ferme (deuxième moitié du XIXe siècle).
- no  39 : ferme (deuxième moitié du XIXe siècle)[7].
- no  62 : maison (années 1930).

## Personnalité
- Jean Bégué (1914-1982) : Résistant, arrêté par la Gestapo et déporté, il habitait une maison du chemin de la Garonne (actuel no 25)[8]. C'était au XIXe siècle le carrefour des Trois-Chemins[9].